# Georges Baal
Georges Baal, (nume la naștere György Balassa; n. 17 mai 1938, Budapesta, Regatul Ungariei – d. 6 decembrie 2013, Saint-Mandé, Île-de-France, Franța) a fost un scriitor, teatrolog, actor, regizor și psiholog maghiar. Din 1956 a trăit la Paris.